# وديان ماكموردو الجافة

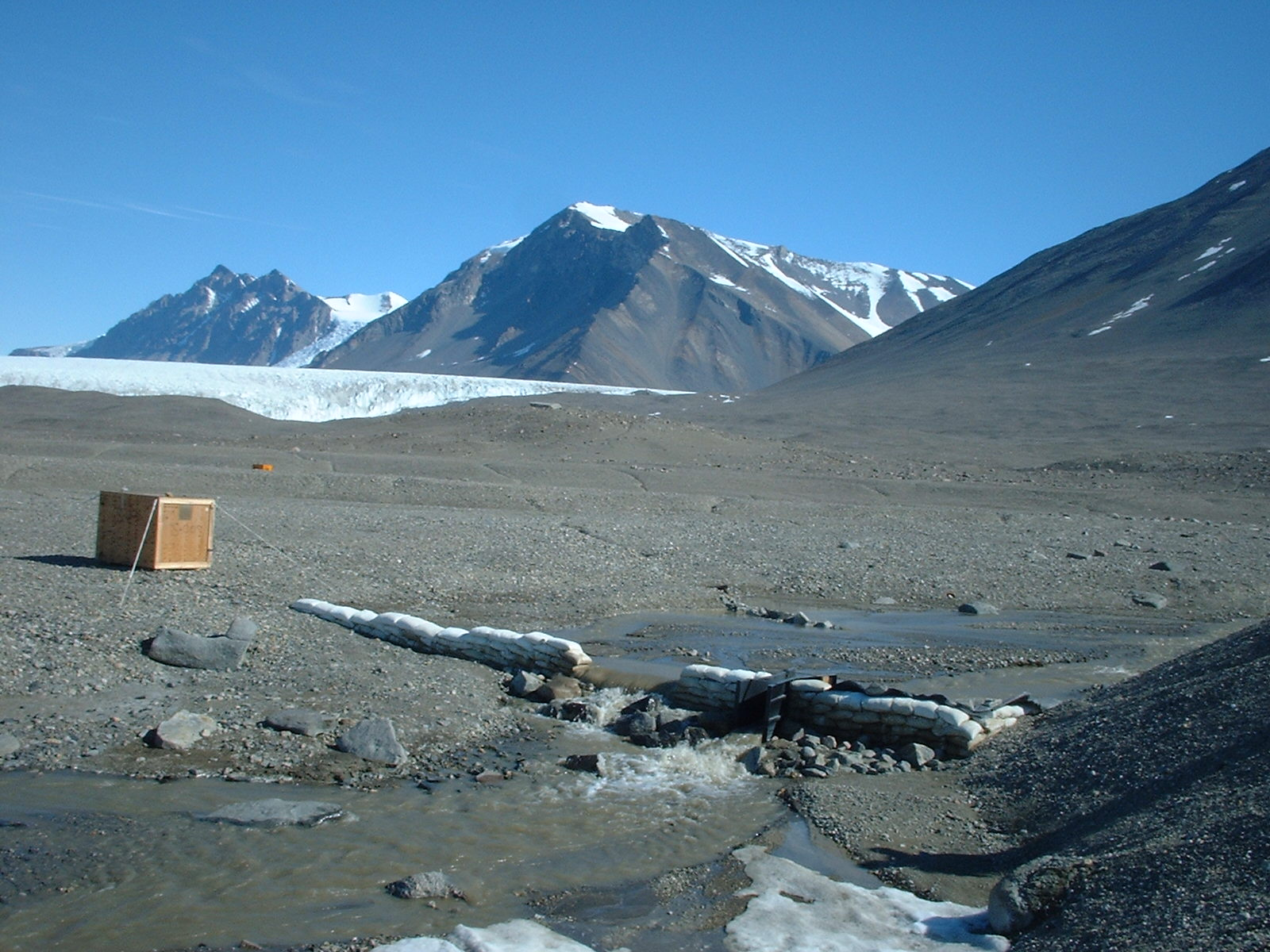
مجرى هيوي كريك المائي

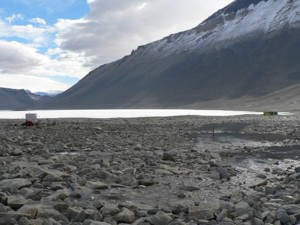
بحيرة فاندا، وبها نهر أونيكس.

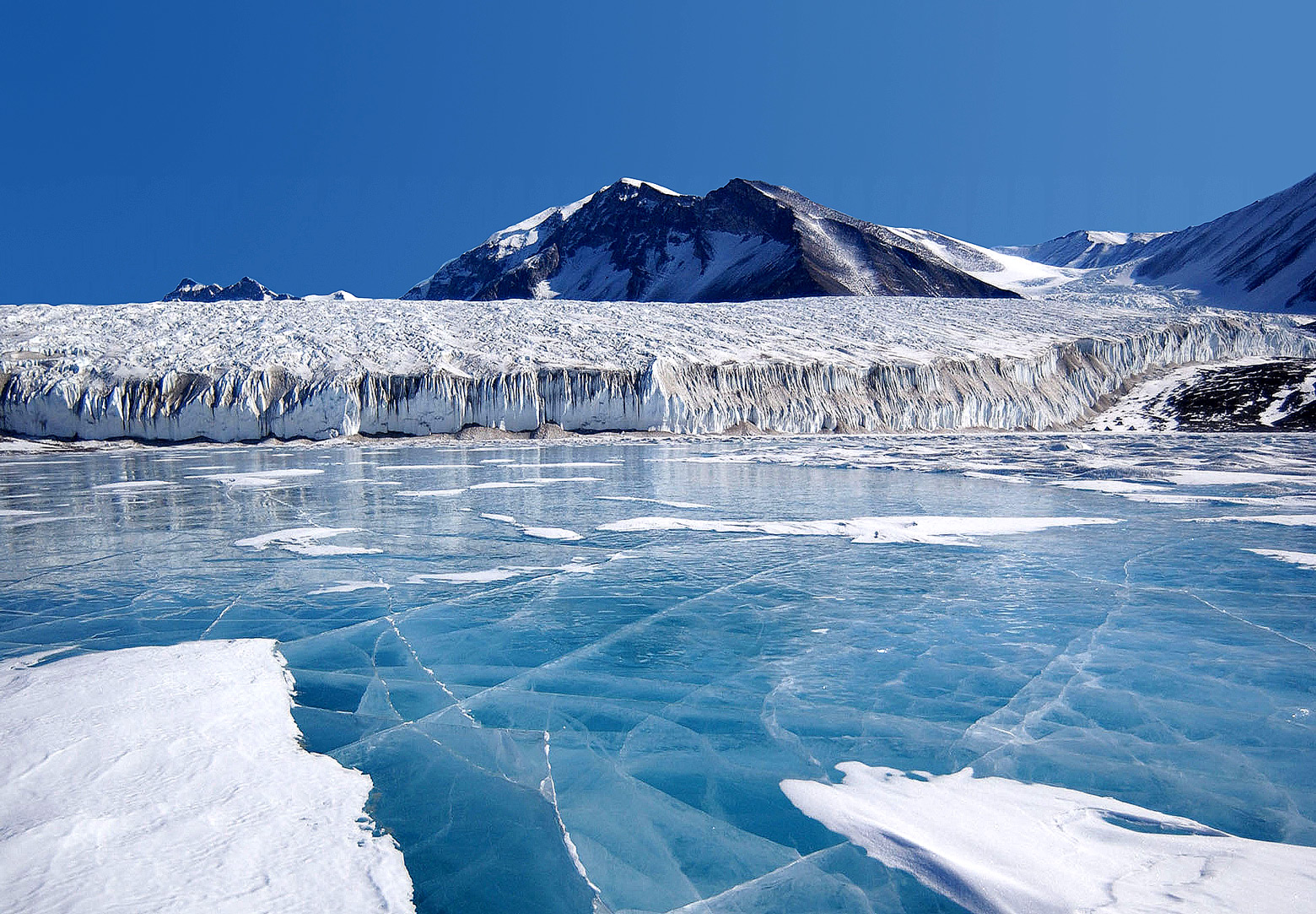
بحيرة فريكسال

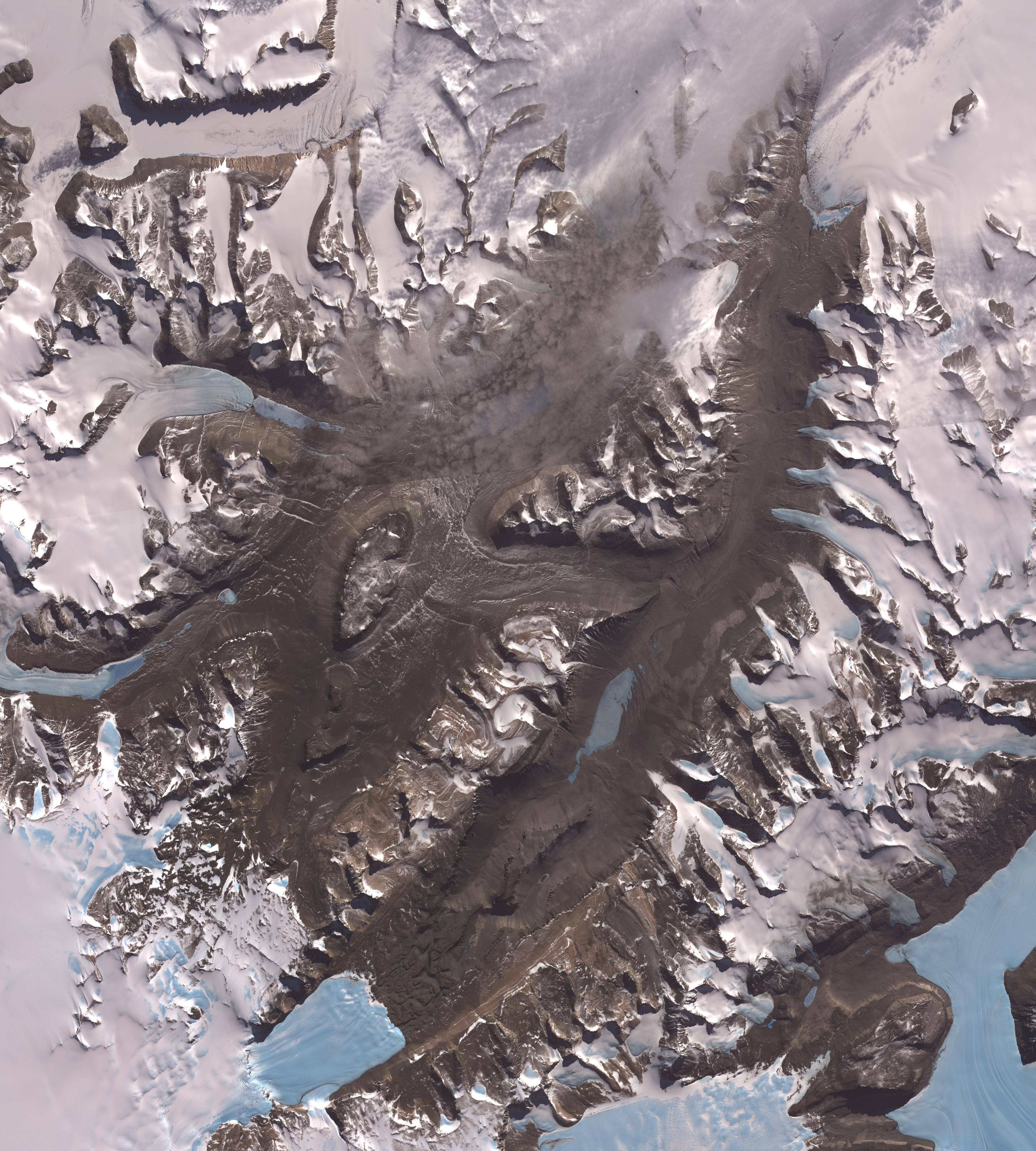
صورة عامة لوديان ماكموردو الجافة

وديان ماكموردو الجافة هم مجموعة من الوديان الموجودة في القارة القطبية الجنوبية تحديدا في أرض فكتوريا غرب مضيق ماكموردو. وتشتهر منطقة وديان «ماكموردو» بما يُعرف باسم «شلالات الدم»، لتدفق أكاسيد الحديد ذات اللون الأحمر على سطح الجليد من المياه المالحة، مما يعطي المنطقة مظهرا مشابها لشلالات الدم.

## التسمية
سُميت وديان ماكموردو بهَذا الاسم بسبب الرطوبة المُنخفضة بها للغاية، فضلاً عن عَدم وجود غِطاء ثلجي أو جليدي لها، وهي تُعتبر أكثر مناطق كوكب الأرض برودة وجفافاً.

## الجغرافيا

### الوديان
من الشمال إلى الجنوب، الوديان الثلاثة الرئيسية هم:
- وادي فيكتوريا: بين سلسلة جبال سان جونز شمالا، وسلسلة أولمبوس جنوبا.
- وادي رايت: بين سلسة أولمبوس شمالا، وسلسلة أسغار جنوبا.
- وادي تايلور: بين سلسلة أسغار شمالا، وتلال كوركي جنوبا.

وادي ألانتا يقع في أقصى شمال المنطقة، أي شمال أنهار بنسون الجليدية.

غرب وادي فيكتوريا، من الشمال إلى الجنوب:
- وادي بارويك.
- وادي بالهام.
- وادي ماكيلفي.

جنوب وادي بلهام، من الغرب إلى الشرق:
- وادي بريسكو.
- وادي وال.
- وادي فيرجينيا.
- وادي ستيوفر.

غرب وادي تايلور:
- وادي بيرس.

إلى الجنوب، وبين سلسلة الجمعية الملكية غربا، والجانب الغربي من مضيق ماكوردو، من الشمال إلى الجنوب:
- وادي غاروود.
- وادي مارشال.
- وادي مايرز.

عدة مناطق من هذه الأودية تم تصنيفها كمناطق طبيعية محمية في 2004.

### مجاري مائية
- نهر أونيكس (يقع في وادي رايت، ويعتبر أطول نهر في القارة الأنتاركتيكية).
- كيت ستريم.
- فنسنت كريك.
- كريزسنت ستريم.
- هارنيش كريك.
- هيوي كريك.

### البحيرات
تحتوي هذه المنطقة على بحيرات عدة أيضا. بعض بحيرات وديان ماكموردو الجافة تعتبر من البحيرات الأكثر ملوحة في العالم. وبملوحة أكبر من ملوحة بحيرة عسل أو البحر الميت. البحيرة الأكثر ملوحة في الوادي هي بحيرة دون خوان.
- وادي فيكتوريا:
  - بحيرة فيدا
- وادي رايت:
  - بحيرة فاندا
  - بحيرة براونورث
  - بحيرة دون خوان
- وادي تايلور:
  - بحيرة فريكسال.
  - بحيرة هوار.
  - بحيرة تشاد.
  - ديرتي ليتل هوار بوند.
  - بحيرة باريرا.
  - بحيرة بوناي.
- وادي بيرز:
  - بحيرة جويس.
- وادي غاروود:
  - بحيرة غاروود.
- وادي مايرز:
  - بحيرة مايرز.

## الصحراء
وديان ماكموردو الجافة هي واحدة من الصحارى الأكثر تطرفا في الأرض والمنطقة، ويمكن أن تكون أيضا من أكثر جفافا من صحراء أتاكاما. تعرف المنطقة درجة رطوبة منخفضة جدا، والوديان دائما ما تكون خالية من الثلوج والغطاء الثلجي. بمساحة 800 4 كم²، تعتبر وديان ماكموردو الجافة أكبر منطقة خالية من الجليد في أنتاركتيكا.

الوديان الجافة سبب كونها جافة هو أن الرطوبة منخفضة ولأنهم محاطون بقارة شبه مغطاة كاملة بالثلوج. في الصيف، وعندما تشع الشمس، تنطلق عدة مجاري مائية في الوديان بسبب ذوبان الثلج المحيط بها.

## الجيولوجيا
أرضية الوديان مغطاة بالكامل بالحصى، أين يمكننا العثور أيضا على قطع ثلج.

وجود هذه الحصى هنا لديه فرضيتين إثنتين: أولهما، أنها تأتي من الركام الجليدي الذي تخلفه الأنهار والمجاري المائية عند تجمعها في فصل الصيف. الثانية، تأتي من بحر روس القريب من هذه الوديان، حيث في عدد من الفترات الجليدية القوية، يقوم هذا البحر بتكوين حصاه الخاصة في جوف الأرض التي بدورها تقوم بتصعيدها للأعلى في وقت من الزمن.

## الحياة البرية
تم العثور على عدة نباتات داخل هذه الوديان، التي يحميها الهواء الجاف داخل الحجارة الرطبة. في الصيف، وعند ذوبان الأنهار الجليدية، تجلب معها هذه الأخيرة المغذيات الرئيسية للأرض. هذه الأودية الجافة تشبه لحد كبير أرضية كوكب المريخ، الذي يمثل مصدرا هاما لإمكانية الحياة المستقبلية خارج كوكب الأرض.

## مقالات ذات صلة
- مضيق ماكموردو
- بحر روس
- القارة القطبية الجنوبية
- واحة أنتاركتيكية

## روابط خارجية
- تقرير حول وديان ماكموردو الجافة، أنتاركتيك سان، 26 يونيو 2003.
- رحلة إفتراضية إلى وديان ماكموردو الجافة.
- صور لوديان ماكموردو الجافة.
- صور فضائية لوديان ماكموردو الجافة.
- لاندفورمس، وديان ماكموردو الجافة (تقرير).